# ژولیه‌تا سرانو
ژولیه‌تا سرانو (کاتالونیایی: Julieta Serrano) بازیگر اهل اسپانیا است. او در سال ۲۰۱۸ برندهٔ جایزه ملی تئاتر شد.
از فیلم‌ها یا مجموعه‌های تلویزیونی که وی در آن‌ها نقش داشته‌است، می‌توان به دایه عزیز، پپی، لوسی، بوم، منو ببند!، زنان در آستانه فروپاشی عصبی، عادت‌های تاریک، اخطار و مار و پله اشاره نمود.